# Nat Wolff
Nat Wolff, właśc. Nathaniel Marvin Wolff (ur. 17 grudnia 1994 w Los Angeles) – amerykański muzyk, piosenkarz, kompozytor, gitarzysta i aktor pochodzenia żydowskiego. 
Zdobył uznanie dzięki skomponowaniu muzyki do serialu telewizyjnego Nickelodeon The Naked Brothers Band (2007–2009), w którym zagrał wraz ze swoim młodszym bratem Alexem, który został stworzony przez ich matkę aktorkę Polly Draper. Ojciec Wolffa, pianista jazzowy, Michael Wolff, był współproducentem ścieżek dźwiękowych serii, The Naked Brothers Band (2007) i I Don’t Want to Go to School (2008), z których oba znalazły się na 23. miejscu na liście Top 200 Billboard Charts.
Po zakończeniu serii Nickelodeon, Wolff i jego brat utworzyli duet muzyczny Nat & Alex Wolff i w 2011 wydali album Black Sheep. Wolff grał także w filmach, w tym w ekranizacji powieści Johna Greena Gwiazd naszych wina (2014), zanim wcielił się w postać Lighta Yagami, protagonisty adaptacji mangi Death Note autorstwa Tsugumiego Ōby – dreszczowca Notatnik śmierci (2017), którego premiera miała miejsce na platformie Netflix. W czerwcu 2015 trafił na okładkę magazynu „Teen Vogue”.

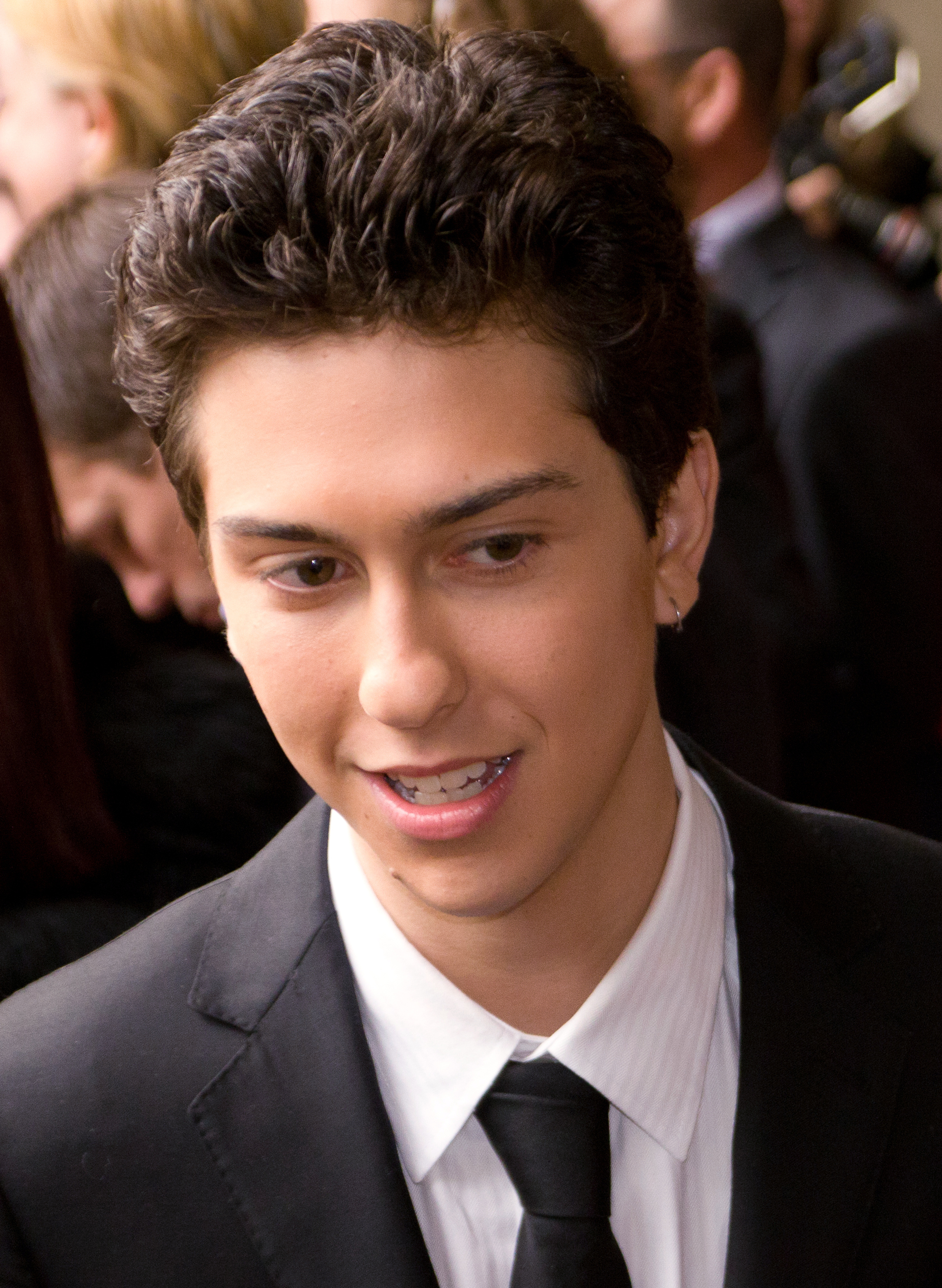
Nat Wolff w 2014 roku

## Filmografia
| Rok  | Tytuł                                                            | Rola                              |
| ---- | ---------------------------------------------------------------- | --------------------------------- |
| 2011 | Pokój, miłość i nieporozumienia (Peace, Love & Misunderstanding) | Jake Hudson                       |
| 2011 | Special Things to Do (krótkometrażowy)                           | Cliff Finley                      |
| 2011 | Sylwester w Nowym Jorku (New Year’s Eve)                         | Walter                            |
| 2012 | Bez miłości ani słowa (Stuck in Love)                            | Rusty Borgens                     |
| 2013 | The Last Keepers                                                 | Simon                             |
| 2013 | Czas na miłość (Admission)                                       | Jeremiah Balakian                 |
| 2013 | Palo Alto                                                        | Fred                              |
| 2014 | Behaving Badly                                                   | Rick Stevens                      |
| 2014 | Gwiazd naszych wina (The Fault in Our Stars)                     | Isaac                             |
| 2015 | Praktykant (The Intern)                                          | Justin                            |
| 2015 | Paper Towns                                                      | Quentin Jacobsen                  |
| 2015 | Ashby                                                            | Ed Wallis                         |
| 2016 | W niepewnym boju (In Dubious Battle)                             | Jim Nolan                         |
| 2016 | Buried Child                                                     | Vince                             |
| 2016 | Balerina                                                         | Victor (wersja amerykańska, głos) |
| 2017 | Notatnik śmierci (Death Note)                                    | Light Yagami                      |
| 2017 | Wszyscy moi mężczyźni (Home Again)                               | Teddy                             |
| 2018 | Rosy                                                             | Doug                              |
| 2018 | Stella’s Last Weekend                                            | Jack                              |

## Telewizja
| Rok       | Tytuł                   | Rola             |
| --------- | ----------------------- | ---------------- |
| 2007      | The Naked Brothers Band | Nat              |
| 2009      | Mr. Troop Mom           | Nat Wolff        |
| 2017      | Pokój 104 (Room 104)    | Elder Joseph     |
| 2020-2021 | Bastion (The Stand)     | Lloyd Henreid    |
| 2022      | Joe vs. Carole          | Travis Maldonado |

## Dyskografia
| Rok  | Album       |                  |
| ---- | ----------- | ---------------- |
| 2011 | Black Sheep | Nat & Alex Wolff |
| 2013 | Throwback   | Nat & Alex Wolff |